# José Idésio Brianezi
José Idésio Brianezi (Londrina, 23 de março de 1946 - São Paulo, 13 de abril de 1970) foi um líder do movimento estudantil do Paraná e militante da guerrilha urbana de esquerda Ação Libertadora Nacional (ALN). Supõe-se que tenha sido morto em confronto com agentes da polícia da repressão política da ditadura militar brasileira, regime que foi instaurado em 1 de abril de 1964 e que perdurou até o dia 15 de março de 1985.
O seu caso foi investigado pela Comissão Nacional da Verdade (CNV) que, após verificar as circunstâncias da morte e os documentos relacionados à autópsia, passou a considerá-lo como uma das 434 vítimas dos 21 anos do regime cívico-militar.

## Biografia
Filho de América Tomioto Brianezi e José Paulino Brianezi, José Idésio Brianezi nasceu em Londrina, no dia 23 de março de 1946. Ao ingressar no ciclo secundário de ensino, integrou-se à esfera da política estudantil. Em 1966, candidatou-se à presidência da união de estudantes de Londrina.
Durante o período secundarista, participou de diversos movimentos estudantis nas cidades paranaenses de Apucarana e Jandaia do Sul. Participou também, em janeiro de 1968, do 19º Congresso Paranaense de Estudantes Secundaristas, que fazia parte da União Brasileira dos Estudantes Secundaristas (UBES). O movimento, entre outras causas e ideologias, pertencia à resistência à ditadura militar no Brasil . O congresso estudantil aconteceu na cidade paranaense de Cornélio Procópio, no norte do estado. Durante aquele ano, José trabalhou na secretária do Colégio 7 de Setembro, em Apucarana .
Em outubro de 1968, Brianezi foi fichado na Delegacia de Ordem Política e Social. No documento, José foi registrado como falecido. Na ficha também constava que era considerado pelas autoridades como agitador e suspeitou-se que estava ligado à grupos subversivos contra o governo em Apucarana.
No ano de 1969, um ano antes da sua morte oficial, aliou-se, em companhia do amigo Antônio dos Três Reis de Oliveira, à Ação Libertadora Nacional (ALN) de São Paulo. Na organização, adotou o codinome Mariano e passou a morar clandestinamente numa pensão próxima ao Aeroporto de Congonhas. Segundo o dono da pensão, em seu registro constava que ele era um vendedor de livros.
Segundo a certidão de óbito, Brianezi faleceu nessa pensão, na rua Itatins, n.º 88, no Campo Belo, no dia 13 de abril de 1970, vítima de um tiroteio com agentes da Operação Bandeirante (OBAN), unidade pertencente ao Destacamento de Operações de Informação - Centro de Operações de Defesa Interna (DOI-CODI) de São Paulo. Apesar do ocorrido, não houve mais informações nem detalhes sobre a condição final do corpo.

## Morte
Os médicos legistas do Instituto Médico Legal (IML) Cypriano Oswaldo Mônaco e Paulo Queiroz Rocha examinaram o corpo de Brianezi e concluíram que a sua morte foi causada por hemorragia interna traumática. No entanto, apenas parte da documentação foi encontrada, e informações como o horário de entrada do corpo ficaram indisponíveis.
Além disso, consta na folha de laudo que Brianezi deu entrada no IML vestindo “camisa de seda fantasia, calça de brim zuarte, calção”, mas esse fato é contrariado pela única foto tirada, na qual o militante onde aparece nu, com a barba por fazer, hábito que não tinha.
O relator do caso, Nilmário Miranda, solicitou novos exames, porém não foi possível reconstituir os fatos devido às imprecisões do laudo e à falta de perícia e de fotografia da necropsia. A única conclusão à qual o perito Celso Nenevê chegou foi a de que pelo menos dois tiros dos três que o militante recebeu foram dados de frente para trás, e não de trás pra frente como constava no laudo oficial. 
Os restos mortais não puderam ser analisados porque os pais, que acreditavam que aquele fosse realmente o corpo do filho, o tiraram do Cemitério da Vila Formosa, em São Paulo, para enterrá-lo no Cemitério Municipal Cristo Rei, em Apucarana.  
O relator Miranda concluiu que a morte de Brianezi teve fortes indícios de execução sumária pelos três tiros de frente para trás e as diferenças de altura entre os autores e o militante. 

## Conclusão da CNV
Diante das investigações realizadas, conclui-se que José Idesio Brianezi morreu em decorrência de ação perpetrada por agentes do Estado brasileiro, em contexto de sistemáticas violações de direitos humanos promovidas pela ditadura militar, implantada no país a partir de abril de 1964. Recomenda-se a retificação da certidão de óbito, assim como a continuidade das investigações sobre as circunstâncias do caso, para a identificação e responsabilização dos demais agentes envolvidos. 

## Citações na mídia
Em 21 de julho de 1991, foi publicado um artigo na Folha de Londrina chamado "Brianezi, outro apucaranense morto pela repressão". Nele, foi abordada a dificuldade enfrentada pelo pai de Brianezi, José Paulino Brianezi, nas investigações sobre seu filho e o colega Antônio dos Três Reis.
O caso de Brianezi também foi citado no livro "Mortos e desaparecidos políticos: reparação ou impunidade?", de Janaína Teles , publicado pelo jornalista Caco Barcellos.

## Homenagens
No ano de 2010 foi inaugurado em Apucarana um memorial em homenagem a José Idésio Brianezi e Antônio dos Três Reis de Oliveira. O memorial é parte do projeto "Direito à Verdade e à Memória" e foi uma iniciativa da Secretaria de Direitos Humanos da Presidência da República em conjunto com a Prefeitura de Apucarana, a Fundação Luterana de Diaconia e a Agência Livre para Informação.
Anos antes, também em Apucarana, a escola estadual da cidade foi batizada em homenagem a José no ano de 2008.
Mais para frente, em 2017, três cemitérios de São Paulo ganharam placas para homenagear as vítimas da Ditadura Militar que foram sepultadas nos cemitérios municipais da cidade entre os anos de 1969 e 1979. Além dos nomes nas placas, houve também o plantio de árvores de Ipês nesses lugares.
O primeiro a receber a homenagem foi o Cemitério Dom Bosco, seguido do de Campo Grande e, por fim, o de Vila Formosa. O projeto, que contemplou o nome de José Idésio Brianezi, foi uma parceria entre três secretarias: a de Direitos Humanos e Cidadania (SMDHC), a do Verde e Meio Ambiente (SVMA) e a do Serviço Funerário do Município de São Paulo (SFMSP).